# Georgij Ketojev
Georgij Ketojev, född den 19 november 1985 i Tbilisi, Georgien, är en rysk-armenisk brottare som tog OS-brons i mellanviktsbrottning i fristilsklassen 2008 i Peking. Vid olympiska sommarspelen 2016 tävlade han för Armenien och blev utslagen i åttondelsfinalen.